# شیرین‌لب
شیرین‌لب (نام علمی: Plectorhinchus) نام یک سرده از تیره سنگسرماهیان است.

## نگارخانه

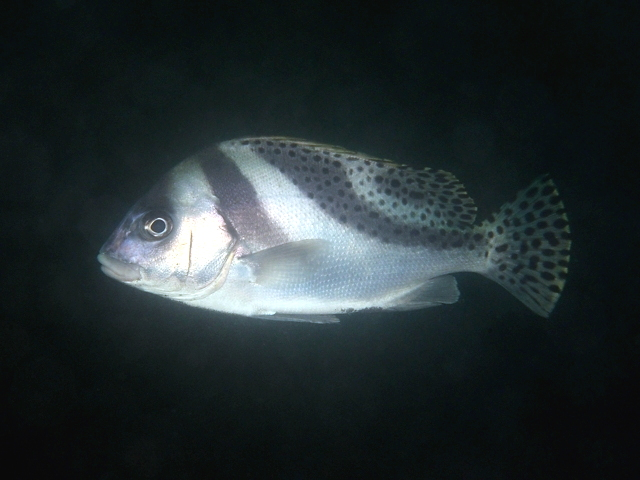
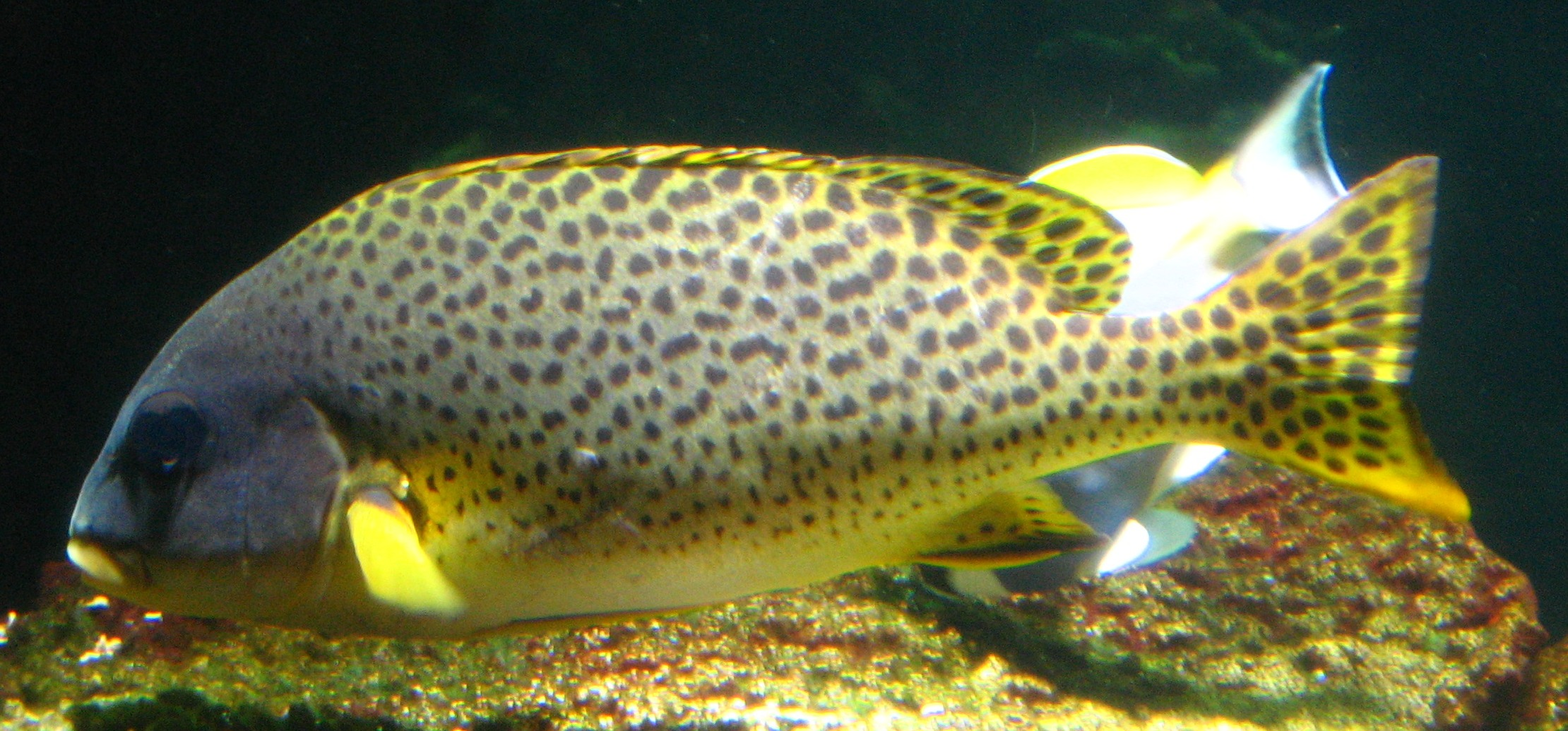
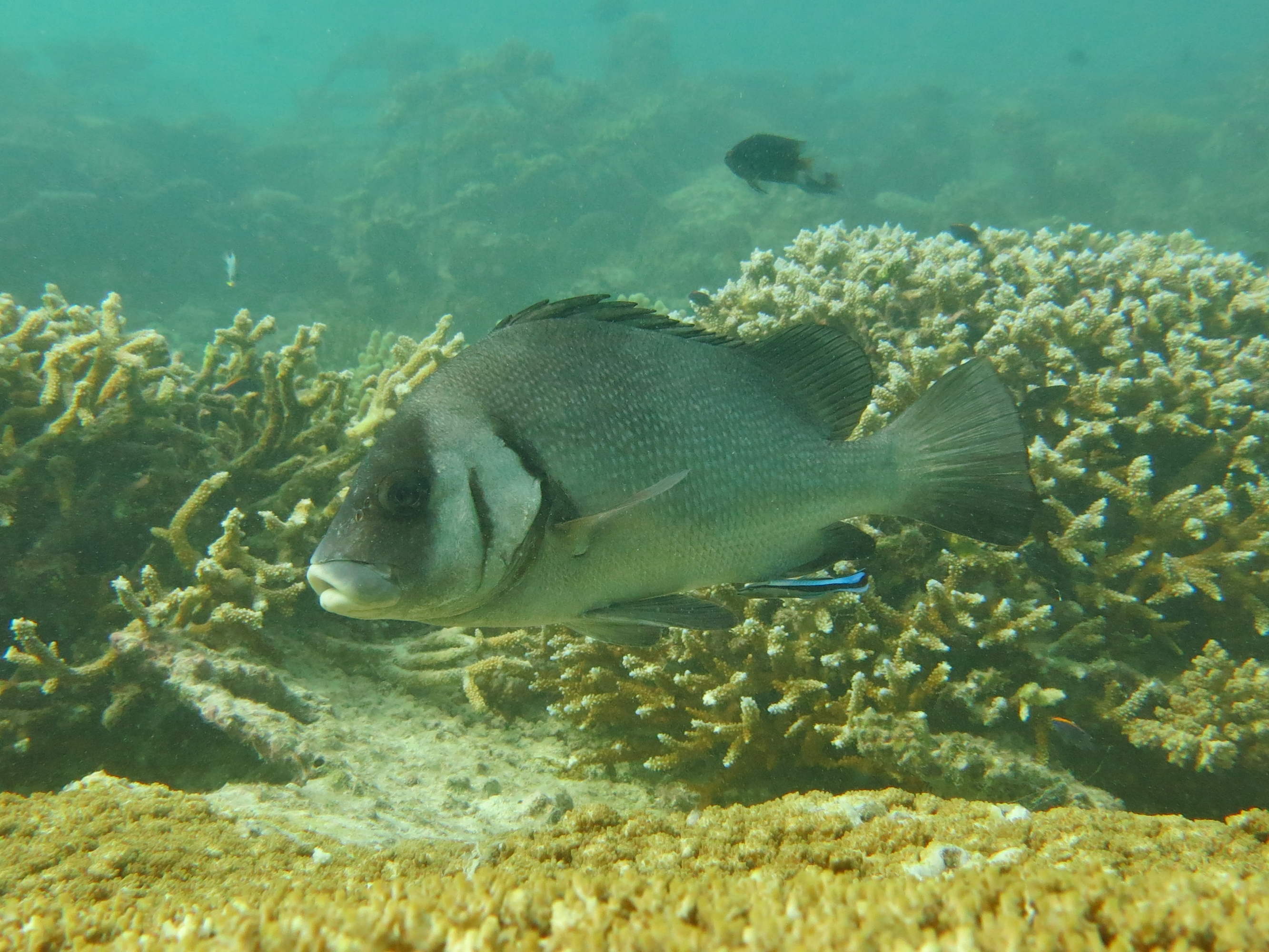
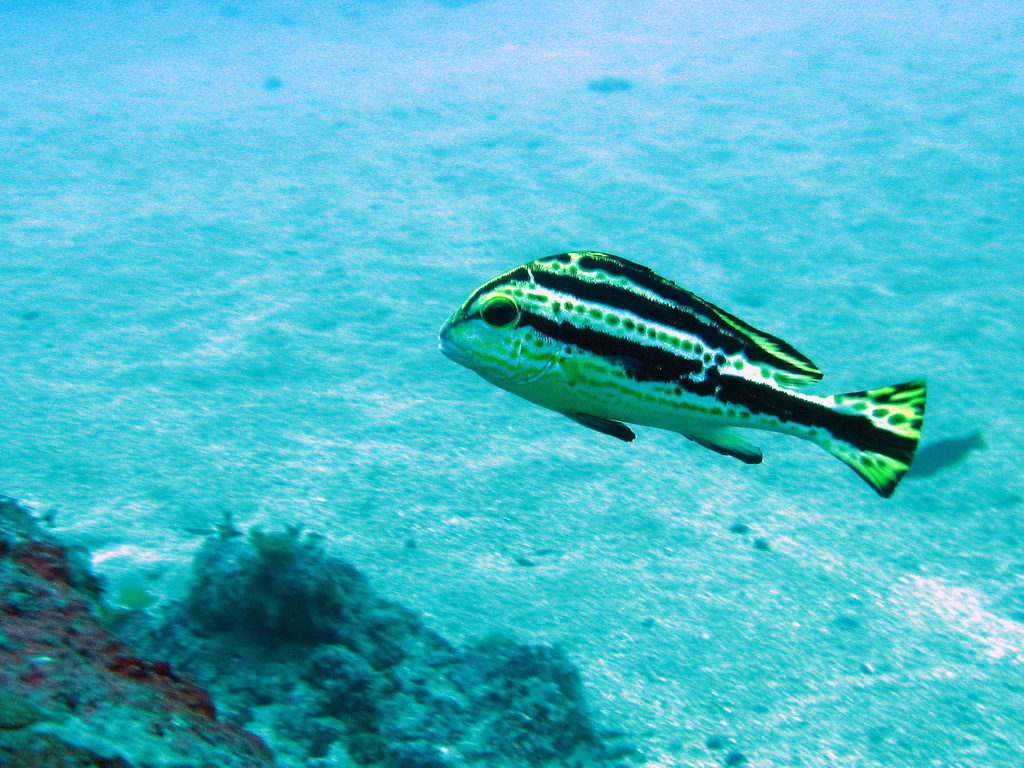
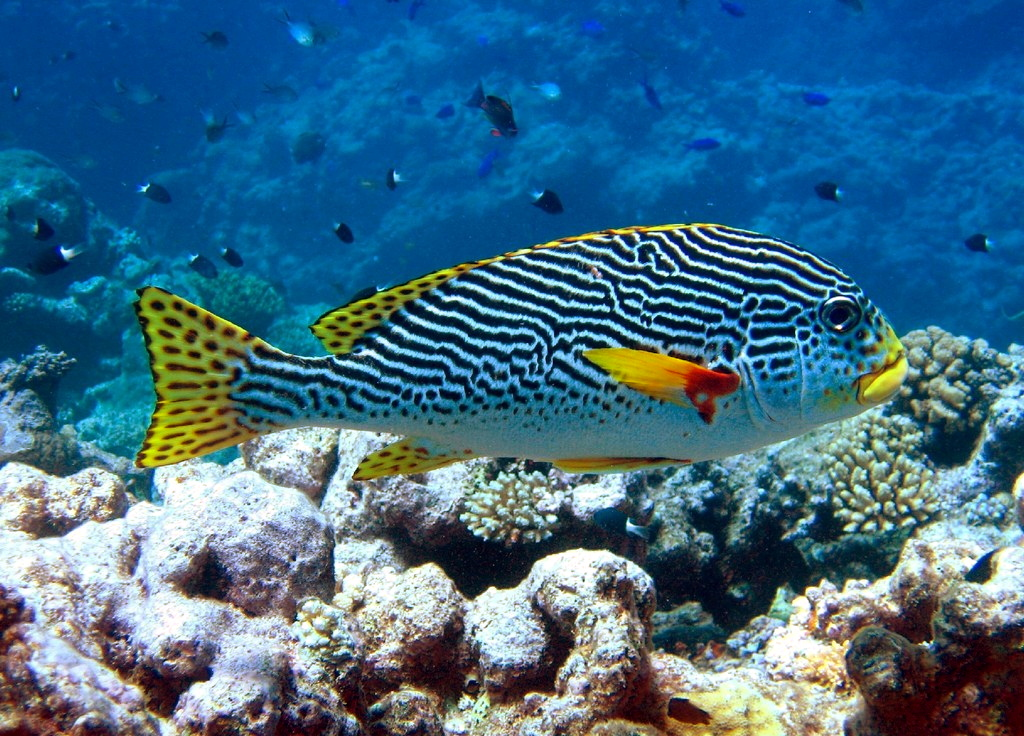
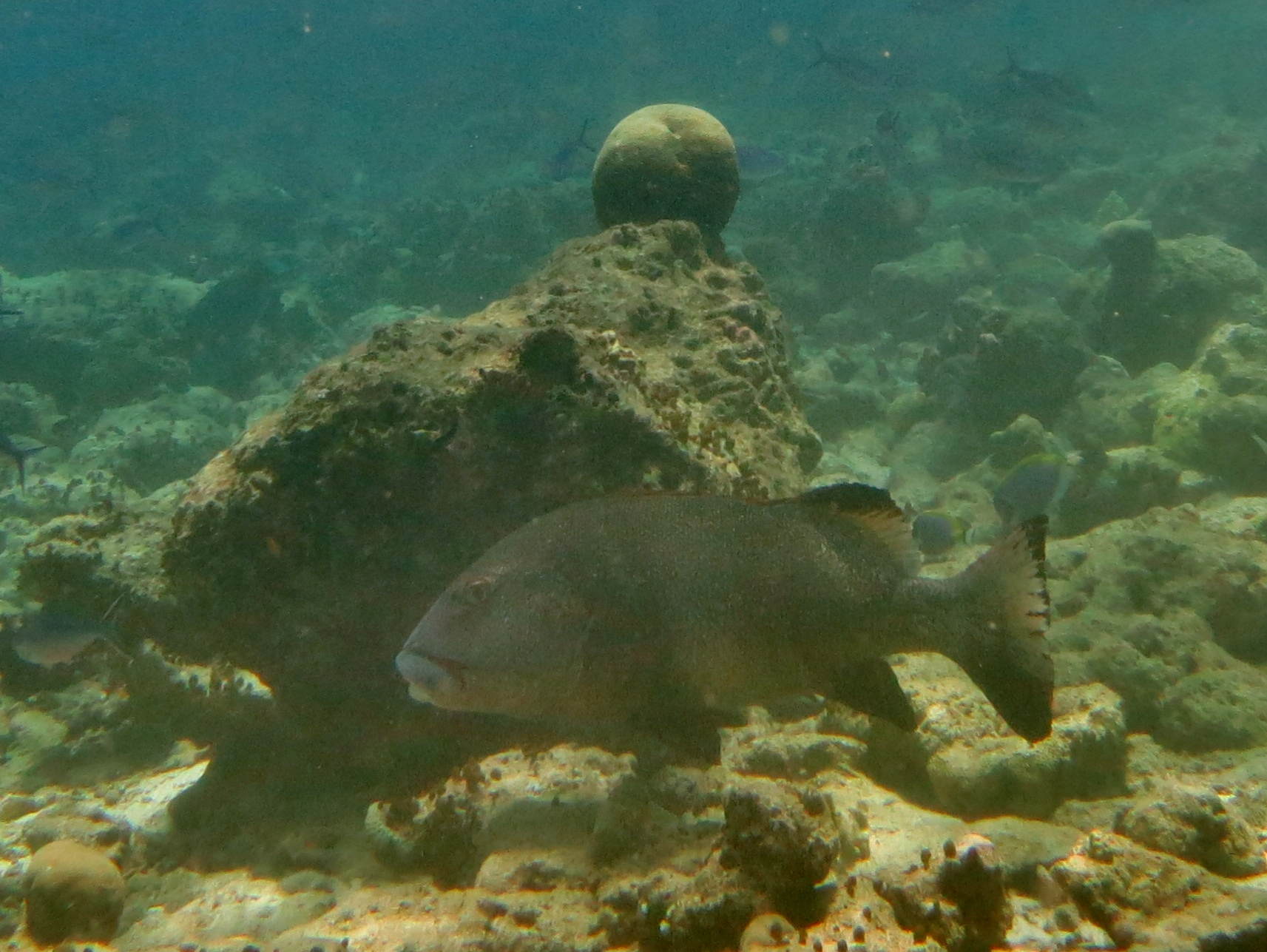
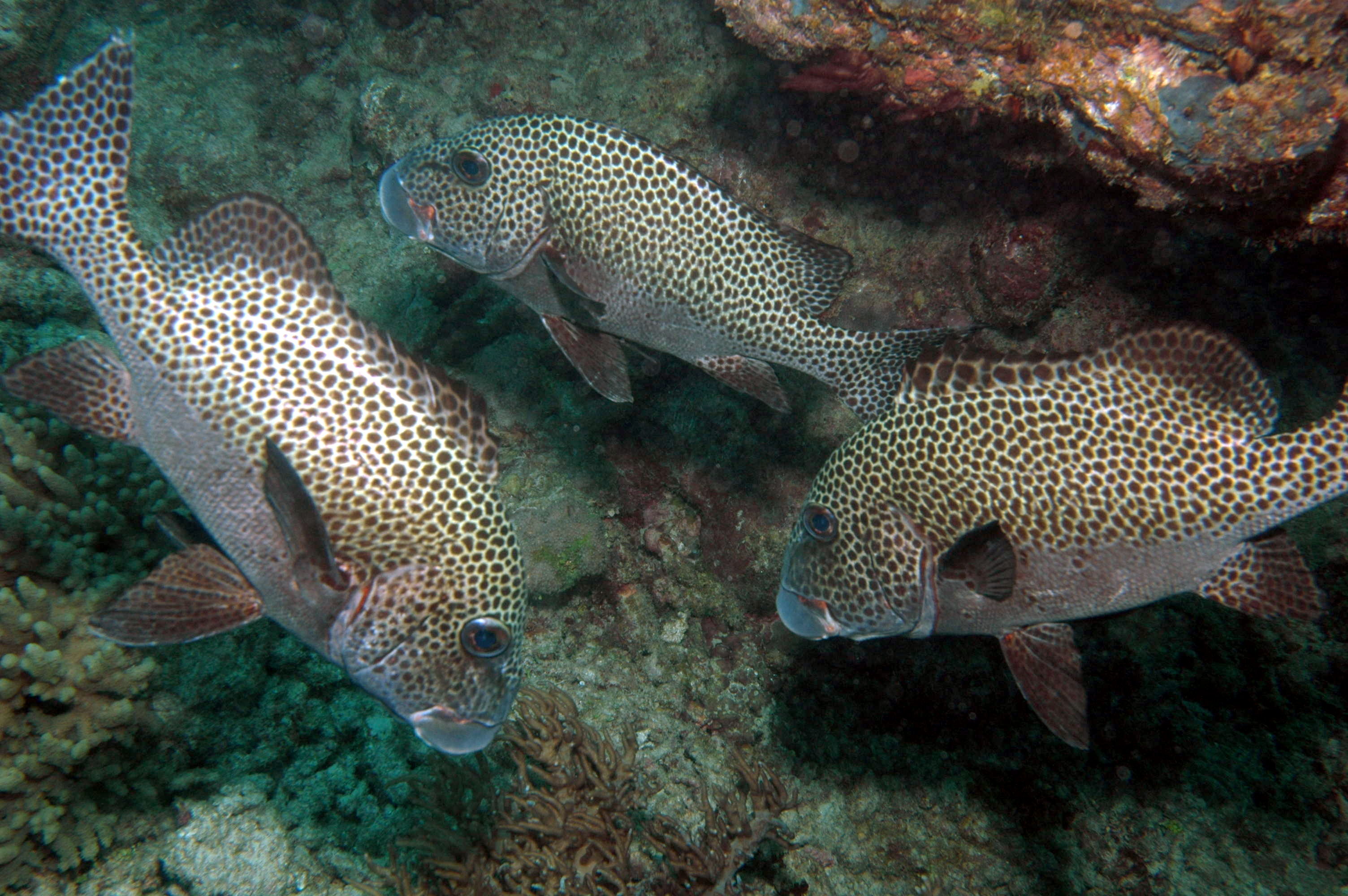
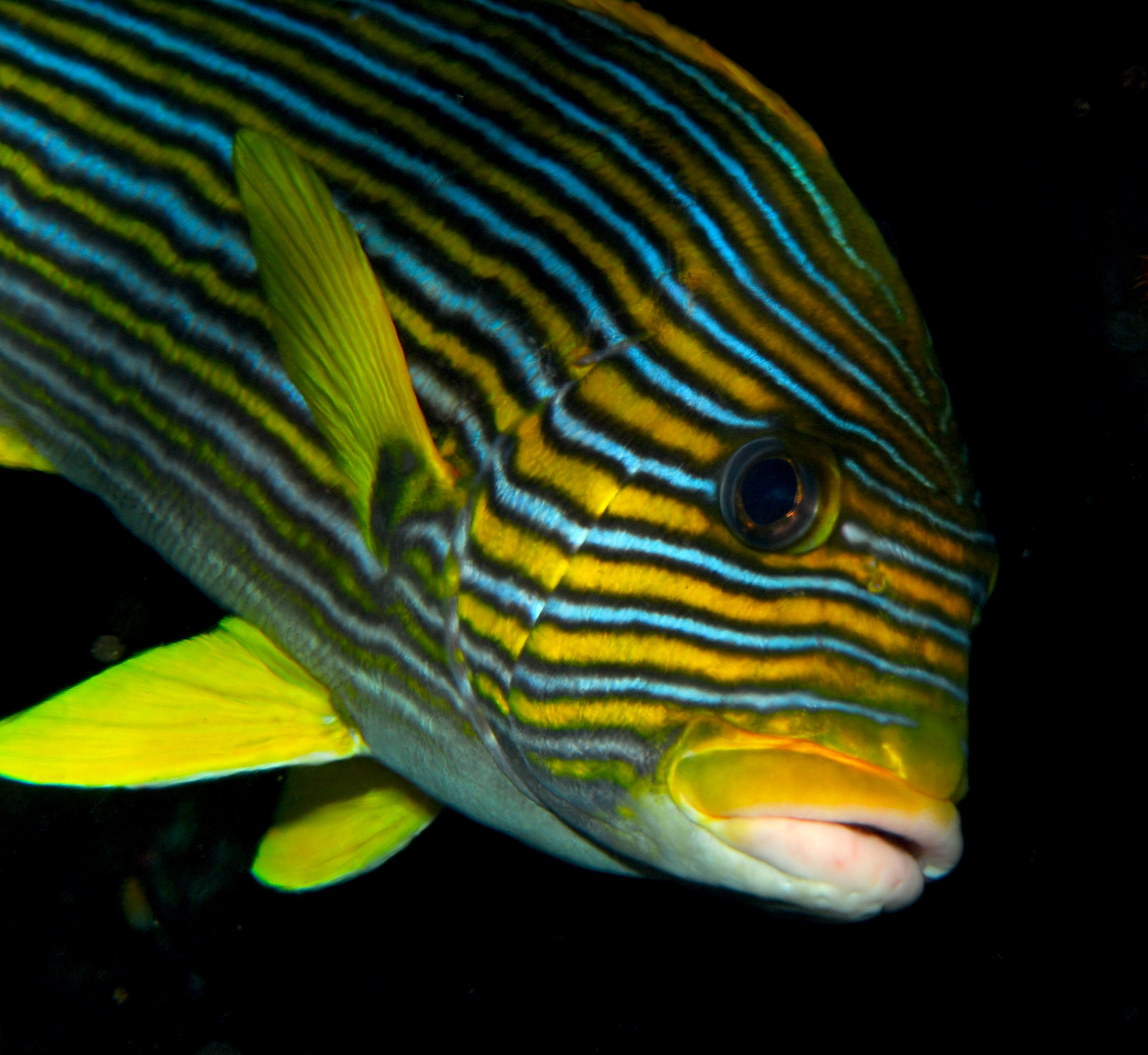
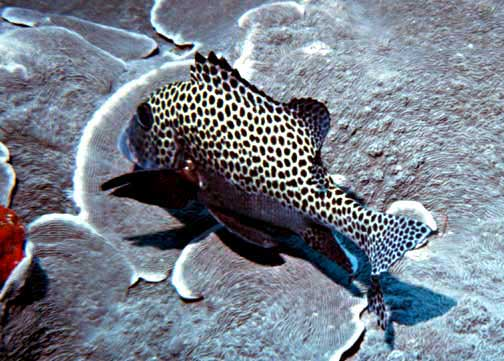
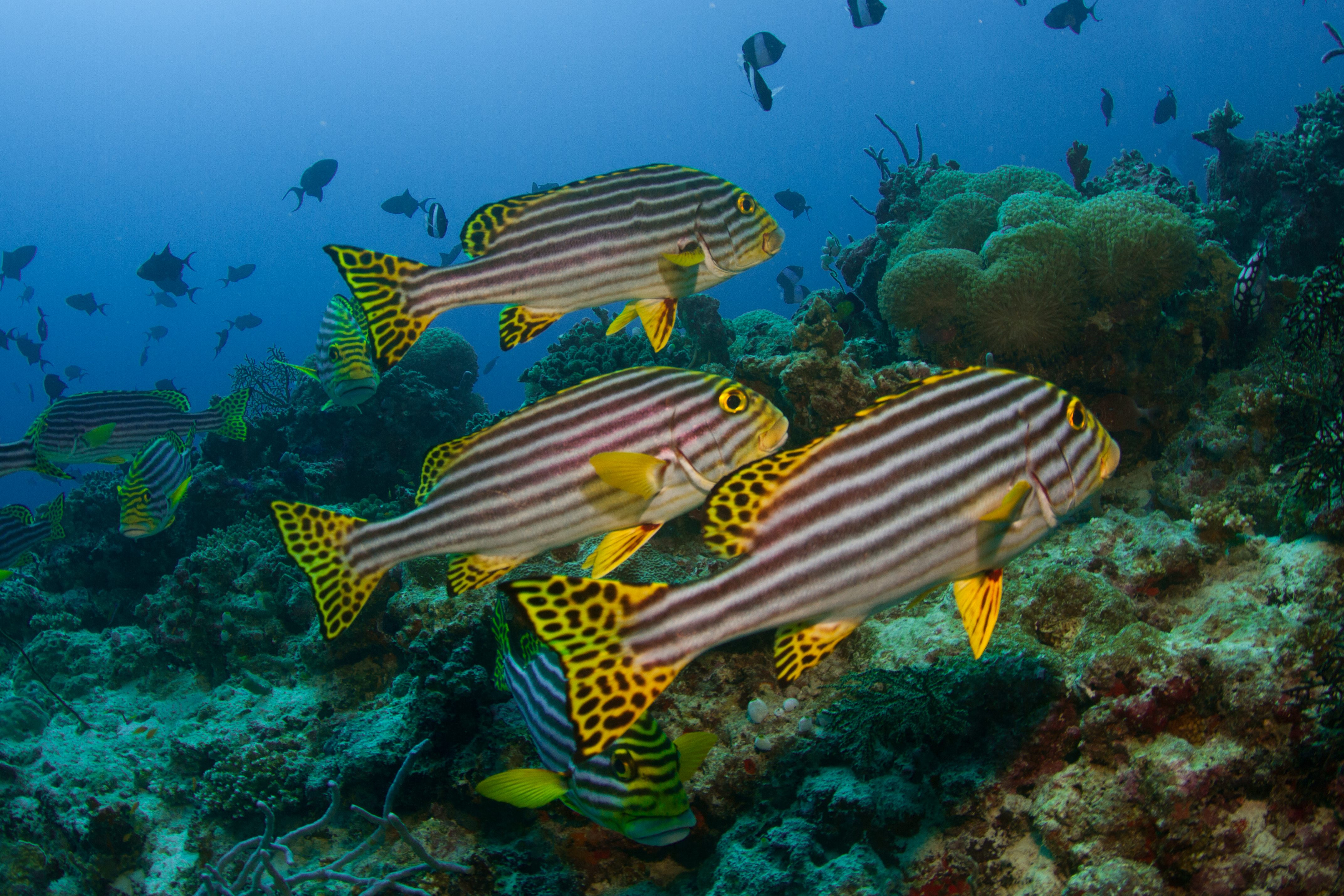
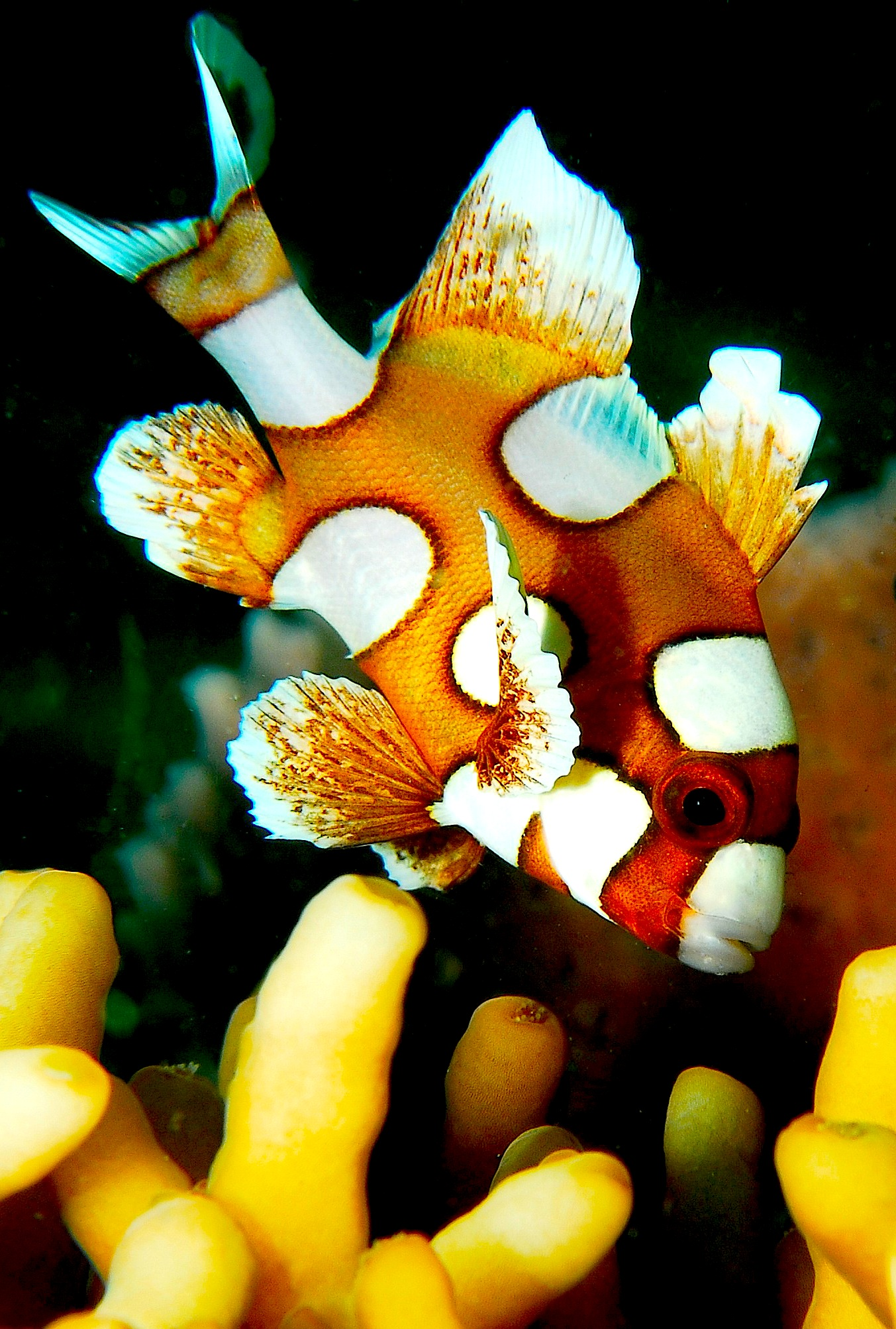